# Tropidia somae
Tropidia somae är en orkidéart som beskrevs av Bunzo Hayata. Tropidia somae ingår i släktet Tropidia och familjen orkidéer. Inga underarter finns listade i Catalogue of Life.